# 布澤克羅辛 (亞利桑那州)
布澤克羅辛（英語：Booze Crossing）是位於美國亞利桑那州莫哈維縣的一個非建制地區。該地的面積和人口皆未知。

## 地理
布澤克羅辛的座標為36°49′00″N 112°36′04″W / 36.81667°N 112.60111°W，而該地的平均海拔高度為1330米（即4360英尺）。